# Georges Chauvel
Pour les articles homonymes, voir Chauvel.
Georges Chauvel, né à Elbeuf le 7 septembre 1886 et mort le 26 février 1962 au Val-Saint-Germain (Seine-et-Oise), est un sculpteur français.

## Biographie
Georges Chauvel a étudié la sculpture à l’École des beaux-arts de Rouen dans l'atelier de Alphonse Guilloux, puis il s’est formé sans maître par la réflexion personnelle.
En 1917, il expose à la galerie Moleux Le Lanceur de grenades acquis par Henri Leblanc, dont une réplique appelée Coupe de la Somme (en) est remportée par l'équipe de rugby militaire néozélandaise, les Trench Blacks, en tournée en 1917.
Sa carrière de sculpteur a surtout pris son essor après la Première Guerre mondiale. Il exposa pour la première fois au « Salon des indépendants » en 1919. Il est l’auteur de nombreux monuments aux morts comme celui de Long (Somme), réalisé en 1920, qui représente une femme couronnée de lauriers avec à ses pieds un soldat mourant. On peut également admirer une de ses sculptures (un nu féminin marchant) dans le jardin de Reuilly à Paris, ainsi qu'au musée du Château de Dourdan.
Le 31 mai 1921, il épouse à Paris Berthe Émilienne Deldrève rencontrée en 1918 chez son ami Marcel-Gaillard.
Il réalise les diverses statues suivantes :
- Un Christ en croix qui se trouve dans l'église des Chartreux de Marseille
- Une femme au collier[6] au musée de la ville de Mont-de-Marsan.
- femme aux raisins Château musée de Dourdan [7]
- Femme endormie[8] au musée Antoine-Lécuyer à Saint-Quentin.
- Masque de femme[9] au musée Antoine-Lécuyer à Saint-Quentin.
- Statue du Sacré-cœur dans l'église Saint-Jean-Baptiste de Long.

Après 1945, il restaure les statues du parc du château de Versailles.
Il est enterré au cimetière du Val-Saint-Germain (Essonne), où sa tombe est, dans un premier temps, surmontée de l'une de ses œuvres.